# Said al-Bagdadi
Abu al-Ala Said al-Bagdadi o Said di Bagdad (Mosul, 950 circa – 1026 circa) è stato un poeta arabo, presente a Cordova dall'anno 990, che fece parte del circolo aulico di Almanzor.

## Biografia
Trascorse la sua infanzia a Mosul e successivamente studiò letteratura, poesia e storia a Baghdad. Su richiesta di Almanzor, venne chiamato a Cordova dove giunse nel 990. Come Ibn Darrach al-Qastalli, rimase al servizio del figlio del califfo, Abd al-Malik al-Muzaffar, a cui dedicò diversi panegirici. Successivamente si trasferì nella taifa di Saragozza, fuggendo della guerra civile che si era innescata dopo la crisi del Califfato di Cordova.  Successivamente cercò la protezione di Muyahid al-Muwaffaq di Dénia, presso il quale fu insegnante del grande lessicografo Ibn Sidah di Murcia. Trascorse la sua vecchiaia in Sicilia, dove probabilmente morì.  
Era noto per la sua erudizione, arguzia e capacità di improvvisare. Gli viene attribuito un solo trattato sulla lessicografia storica, il Kitab al-fusus fi luga wa-l-ajbar (Impostazioni dell'anello su lessicografia e storia), sebbene alcuni autori ne citino altri due, il Kitab al-yawwas e il Kitab al-Jiyafyaf.